# Élections régionales de 2013 en Vallée d'Aoste
Les élections régionales en Vallée d'Aoste se sont déroulées les 26 et 27 mai 2013, afin d'élire les 35 membres de la XIVe législature du Conseil de la Vallée d'Aoste pour un mandat de cinq ans.

## Résultats
Elles voient la coalition de centre droit dirigée par l'Union valdôtaine, remporter d'un siège la majorité du conseil, soit 18 conseillers sur 35 (dont 13 à l'UV et les 5 restants à Stella Alpina tandis que la Fédération autonomiste perd ses 2 sièges), contre 15 au centre gauche (Union valdôtaine progressiste, 7 conseillers, Autonomie Liberté Participation Écologie 5 et Parti démocrate 3). Le Mouvement 5 étoiles remporte 2 sièges de conseillers, tandis que pour la première fois Le Peuple de la liberté n'a aucun élu.
Le détail des partis une fois le scrutin des 151 sections terminé est le suivant :
|                                              |                                                   |                                     |         |       |       |               |               |
| Listes                                       | Listes                                            | Listes                              | Voix    | %     | +/-   | Sièges        | +/-           |
|                                              |                                                   | Union valdôtaine (UV)               | 24 121  | 33,47 | 10,92 | 13            | 4             |
|                                              | Stella Alpina (SA) (avec LN)                      | 8 824                               | 12,25   | 0,86  | 5     | 1             |               |
|                                              | Fédération autonomiste (FA) (avec UdC)            | 1 572                               | 2,18    | 3,99  | –     | 2             |               |
| Total Coalition Vallée d'Aoste               | Total Coalition Vallée d'Aoste                    | 34 517                              | 47,90   | 14,05 | 18    | 5             |               |
|                                              |                                                   | Union valdôtaine progressiste (UVP) | 13 843  | 19,21 | Nv.   | 7             | 7             |
|                                              | Autonomie Liberté Participation Écologie (ALPE)   | 8 943                               | 12,41   | 0,07  | 5     | en stagnation |               |
|                                              | Parti démocrate - Gauche VdA (SEL-PSI-PRC-IdV-CD) | 6 401                               | 8,88    | 0,43  | 3     | en stagnation |               |
| Total Coalition Autonomie Liberté Démocratie | Total Coalition Autonomie Liberté Démocratie      | 29 187                              | 40,50   | 13,10 | 15    | 7             |               |
|                                              | Mouvement 5 étoiles (M5S)                         | Mouvement 5 étoiles (M5S)           | 4 773   | 6,52  | Nv.   | 2             | 2             |
|                                              | Le Peuple de la liberté (PdL)                     | Le Peuple de la liberté (PdL)       | 2 961   | 4,21  | 6,44  | 0             | 4             |
|                                              | LeAli                                             | LeAli                               | 622     | 0,86  | Nv.   | 0             | en stagnation |
|                                              |                                                   |                                     |         |       |       |               |               |
| Suffrages exprimés                           | Suffrages exprimés                                | Suffrages exprimés                  | 72 060  | 96,14 |       |               |               |
| Votes blancs                                 | Votes blancs                                      | Votes blancs                        | 674     | 0,90  |       |               |               |
| Votes nuls                                   | Votes nuls                                        | Votes nuls                          | 2 208   | 2,95  |       |               |               |
| Total                                        | Total                                             | Total                               | 74 955  | 100   | -     | 35            | en stagnation |
| Abstentions                                  | Abstentions                                       | Abstentions                         | 27 678  | 26,97 |       |               |               |
| Inscrits/Participation                       | Inscrits/Participation                            | Inscrits/Participation              | 102 633 | 73,03 |       |               |               |

## Les élus
- ALPE: Patrizia Morelli (Représentant), Alberto Bertin (Vice-représentant), Chantal Certan, Albert Chatrian, Fabrizio Roscio.
- Mouvement 5 étoiles: Stefano Ferrero (Représentant), Roberto Cognetta (Vice-représentant).
- PD- Gauche VdA: Raimondo Donzel (Représentant), Jean-Pierre Guichardaz (Vice-représentant), Carmela Fontana.
- Stella Alpina: Stefano Borrello (Représentant), André Lanièce (Vice-représentant), Mauro Baccega, Pierluigi Marquis, Marco Viérin.
- Union valdôtaine: Ego Perron (Représentant), Leonardo La Torre (Vice-représentant), Luca Bianchi, Joël Farcoz, David Follien, Antoine Fosson, Giuseppe Isabellon, Aurelio Marguerettaz, Marilena Péaquin-Bertolin, Claudio Restano, Emily Rini, Auguste Rollandin, Renzo Testolin.
- Union Valdôtaine Progressiste: Louis Bertschy (Représentant), Elso Gérandin (Vice-représentant), Nello Fabbri, Vincent Grosjean, Alessandro Nogara, Andrea Rosset, Laurent Viérin.